# Coming In
Coming In ist ein deutscher Spielfilm des Regisseurs Marco Kreuzpaintner aus dem Jahr 2014. Die Komödie basiert auf einem gemeinsamen Drehbuch Kreuzpaintners und der Autorin Jane Ainscough und erzählt von dem homosexuellen Star-Friseur und Szene-Helden Tom Herzner, gespielt von Kostja Ullmann, der für eine Feldstudie in einem Friseursalon in Berlin-Neukölln anheuert und sich dort wider Erwarten in dessen Besitzerin Heidi, dargestellt von Aylin Tezel, verliebt. Neben Ullmann und Tezel traten unter anderem Ken Duken, Katja Riemann, August Zirner, Denis Moschitto, Frederick Lau und Hanno Koffler vor die Kamera.
Realisiert wurde die Komödie von Kreuzpaintners Produktionsfirma Summerstorm Entertainment in Co-Produktion mit der Warner Bros. Filmproduktion sowie Zusammenarbeit mit Bavaria Film Partners. Als Executive Producer beteiligten sich unter anderem Roland Emmerich und Klemens Hallmann an dem Projekt. Die Dreharbeiten fanden von Oktober bis November 2013 in Berlin statt. Der deutsche Kinostart folgte am  23. Oktober 2014. Unter Kritikern polarisierte die Produktion aufgrund ihrer Thematik nach Veröffentlichung stark. Das Gesamtbesucherzahl belief sich auf rund 146.000.

## Handlung
Der Nobelfriseur Tom Herzner hat ein neues Männershampoo erfunden, das er jetzt auch für Frauen herstellen soll. Er hat jedoch keine Ahnung von Frauen, denn er steht auf Männer. Deshalb wird er in den Frauenfriseursalon Bel Hair geschickt, um dort zu arbeiten. Dort ist es nicht so nobel wie in seinem eigenen Friseursalon. Im „Bel Hair“ lernt er die Chefin Heidi kennen. Am Ende verlieben sich beide ineinander.

## Produktion
Inspiriert wurde Kreuzpaintner zu der Geschichte von Coming In von seinem ersten Freund, der nach Ende ihrer Beziehung und für sein Umfeld völlig überraschend eine Frau datete. Dies stieß insbesondere in Kreuzpaintners Umfeld auf Unverständnis und Empörung; es interpretierte das Verhalten des Ex-Freundes als „Phase“, worin Kreuzpaintner wiederum ein Pendant zum stereotypen Verhalten Heterosexueller nach einem Coming-out sah. Filmischen Unterhaltungswert erkennend sowie überzeugt davon, „dass man auch ganz selbstbewusst mit einem schwulen Thema im Mainstream-Kino so umgehen kann, dass man auch über sich selbst als Schwuler lachen können sollte“, begann er die Arbeiten an einem Drehbuch. Unterstützung erhielt er dabei von der britisch-deutschen Autorin Jane Ainscough. Kreuzpaintner, der die Geschichte als geeignete Grundlage für seine erste internationale Regiearbeit befand, entschied sich dazu, die Handlung in London anzusiedeln. Die Finanzierung des Films scheiterte jedoch, nachdem der britische Schauspieler Orlando Bloom, der für die Hauptrolle vorgesehen war, nach ersten Proben aus dem Projekt ausstieg.
Kreuzpaintner beschloss für das Projekt weiterzukämpfen und überarbeitete das Drehbuch maßgeblich für den deutschen Filmmarkt. Der anschließende Versuch, den Film in der bayerischen Hauptstadt München zu verwirklichen, scheiterte jedoch ebenfalls wegen ausbleibender Filmförderung durch den FilmFernsehFonds Bayern (FFF Bayern). Erst als das Medienboard Berlin-Brandenburg finanzielle Unterstützung zusicherte, nahm die Verfilmung für den deutschen Sprachraum mehrere Jahre später Gestalt an. Die Dreharbeiten fanden vom 2. Oktober bis 26. November 2013 in Berlin statt. Gefilmt wurde vornehmlich in Mitte und Neukölln; darunter der Große Stern, ein Friseursalon am Gendarmenmarkt sowie der Quatsch Comedy Club unterhalb des Friedrichstadtpalastes. Die beiden Hauptdarsteller Kostja Ullmann und Aylin Tezel lernten in Vorbereitung auf die Produktion, wie man professionell mit einer Friseurschere umgeht. Produziert wurde der Film von Kreuzpaintners Produktionsfirma Summerstorm Entertainment in Co-Produktion mit Warner Bros. Pictures Germany und Zusammenarbeit mit Bavaria Film. Die Komödie war das erste Projekt der 2009 von Kreuzpaintner und den beiden Produzenten Gabriela Bacher und Fabian Wolfart gegründeten Berliner Ideenschmiede.
Inhaltlich war Coming In bereits im Vorfeld der Dreharbeiten stark umstritten. Aus der LGBT-Community wurde vor allem online Kritik daran laut, dass die Handlung des Films suggeriere, „Homosexualität sei nur eine Phase der Verwirrung“. Kreuzpaintner, der betonte, wie „viel Druck auf einem lastet, einen Film mit Millionenbudget zu machen und das in einer rein heterosexuell dominierten Filmwelt“, und der bereits während der Entstehung einige ihm wichtige Punkte im Skript hatte verteidigen müssen, zeigte sich „ein wenig genervt“ und „verletzt“ von der Kritik. So gab er an, dass es ihm mit Coming In nicht darum gehe, „die Wiederkehr zur traditionellen Ehe“ zwischen Mann und Frau, sondern „die lustigen Momente einer solchen seltsamen Situation unterhaltsam“ darzubieten. So nannte er Coming In den „ultimativen Coming-out-Film“ für massentaugliches Popcorn-Kino, der „erst mal nur als Komödie gedacht“ sei „und nicht als politischer Diskurs“ oder etwa auf „Homoheilung“ abziele.

## Filmmusik
Die Musik zum Film steuerten Peter Plate und sein ehemaliger Lebensgefährte Ulf Leo Sommer bei. Neben dem Score komponierte das Duo auch sämtliche begleitende Songs, die im Laufe von Coming In zu hören sind und musikalisch sowie inhaltlich exakt auf die jeweiligen Szenen zugeschnitten wurden. Plate und Sommer entschieden sich dazu, alle Titel dabei von jeweils nur einer weiblichen und einer männlichen Stimme einsingen zu lassen. Dafür konnten die beiden Sänger Chris Schummert und Maxine Kazis verpflichtet werden. Zu drei Titeln aus dem Soundtrack-Album entstand eine Video-Trilogie, die Kreuzpaintner ebenfalls als Regisseur verantwortete. So wurden zu „Dancing with Sharks“, „Anything Goes“ und „Something Beautiful“ drei Musikvideos veröffentlicht, in denen unter anderem auch die beiden Hauptdarsteller Kostja Ullmann und Aylin Tezel spielten.

### Soundtrack
Der Soundtrack zum Film erschien am 24. Oktober 2014 bei Pop-Out Musik.
| Nr. | Titel               | Interpret                     | Länge |
| --- | ------------------- | ----------------------------- | ----- |
| 1.  | Anything Goes       | Chris Schummert               | 3:59  |
| 2.  | Dancing with Sharks | Chris Schummert               | 1:38  |
| 3.  | Driving             | Peter Plate, Ulf Leo Sommer   | 1:38  |
| 4.  | Blue Sunday         | Maxine Kazis                  | 3:50  |
| 5.  | Mad, Mad World      | Chris Schummert               | 3:55  |
| 6.  | First Touch         | Peter Plate, Ulf Leo Sommer   | 3:55  |
| 7.  | Something Beautiful | Chris Schummert               | 4:02  |
| 8.  | Sea Captain         | Maxine Kazis                  | 4:56  |
| 9.  | Fall                | Chris Schummert, Maxine Kazis | 3:22  |
| 10. | Freeze the Picture  | Peter Plate, Ulf Leo Sommer   | 1:49  |
| 11. | Take Me Home        | Maxine Kazis                  | 2:44  |
| 12. | Another Universe    | Peter Plate, Ulf Leo Sommer   | 1:24  |

## Kritik
Nach Veröffentlichung polarisierte die Produktion stark. Das Onlinemagazin Queer.de kritisierte: „Coming In reißt Gräben auf zwischen Mann und Frau, Homo und Hetero, Arm und Reich, Jung und Alt, obwohl er vorgibt, sie zu schließen. Coming In ist dumm, weil er sich nach jeder noch so billigen Pointe bückt, die zu Recht schon am Boden liegt. Coming In ist homophob, weil er Schwulsein nicht ernst nimmt, sondern als einen ‚schrillen‘ Lebensentwurf darstellt, aus dem es nur zwei Auswegsmöglichkeiten gibt: Entweder man heiratet und gibt seiner Beziehung damit eine bürgerliche, heteronormative Legitimation (siehe die alte Tunte und ihr Partner), oder man merkt, dass man ja eigentlich hetero ist (siehe Tom). Dass man einfach nur schwul und frei und glücklich sein kann, ist im Drehbuch nicht vorgesehen.“

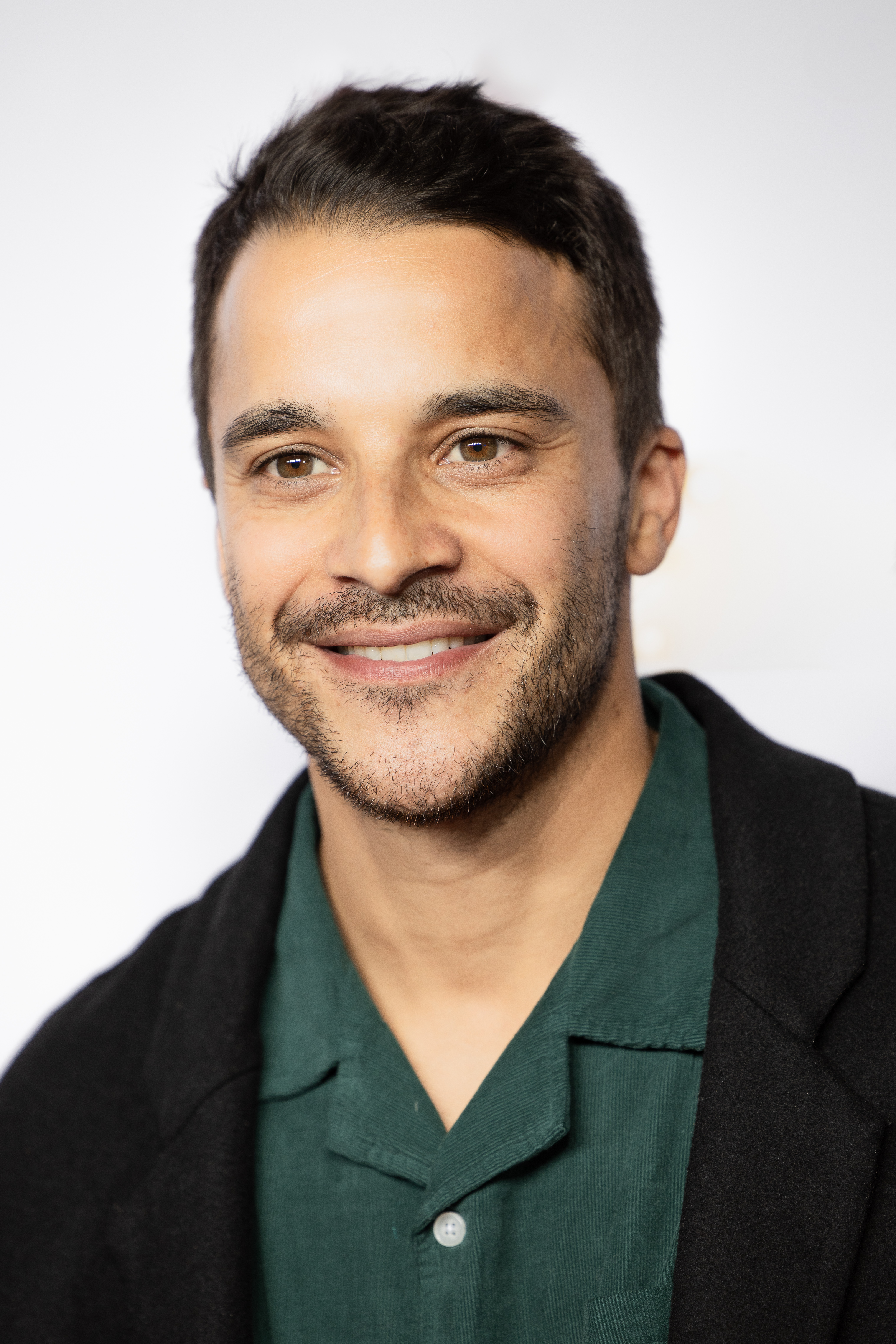
Hauptdarsteller Kostja Ullmann erhielt positive Kritiken für sein Spiel in Coming In.

Patrick Heidmann von epd Film schrieb hingegen, dass sich die „vorab mehrfach geäußerte Befürchtung, Kreuzpaintner würde mit seinem neuen Film Verrat an ‚der schwulen Sache‘ begehen“, als  „unbegründet“ erweise: „Vielmehr bedient er sich für Coming In einfach am hundertfach erprobten Schema der romantischen Komödie und lässt zwei Menschen zusammenkommen, die eigentlich nicht zusammenzupassen scheinen“. Kreuzpaintner sei „ein Film gelungen, der hierzulande seinesgleichen sucht. Denn dass in einer unverhohlen auf den Massengeschmack schielenden Produktion mit größter Selbstverständlichkeit gleich fünf der Hauptfiguren homosexuell sind, ist noch lange keine Normalität [...] Mindestens das macht Coming In – trotz aller RomCom-Klischees und wenig subtiler Figurenzeichnungen – zu einem sympathischen, ja sogar gewagten Unterfangen“.
„Coming In ist eine charmante romantische Komödie mit viel Witz und prächtig harmonierenden Hauptdarstellern, aber die Möglichkeiten der spannenden Ausgangssituation werden nur ansatzweise ausgespielt“, befand Carsten Baumgardt von Filmstarts. „Wenn sich hier ein schwuler Star-Stylist in eine charmant-rustikale Kiezfriseurin verliebt und seine sexuelle Identität überdenkt, dann finden sich zwar einige traditionelle Geschlechterrollen zunächst einmal scheinbar auf den Kopf gestellt, aber am Ende wird einmal mehr das ewig gleiche Lied von der romantischen Liebe gespielt. Und das ist auch durchaus gut so, wenn die Protagonisten so prächtig harmonieren wie Kostja Ullmann und Aylin Tezel. Denn das ist in diesem Genre der Wunscherfüllung das Wichtigste: dass die Chemie zwischen den Leinwand-Liebenden stimmt.“
„Ja, es rappelt vor Klischees in diesem quietschbunten Kinokarton, den der bislang eher für das sensible Fach nominierte Regisseur Marco Kreuzpaintner da mit einer geradezu amerikanischen Professionalität vor uns aufbaut“, urteilte Die Welt in ihrer Rezension. „Was sich in Coming In bis in die kleinsten Nebenrollen hinunter an bekannten und begabten Mimen tummelt, das kann sich wahrlich sehen lassen […] Sie alle agieren mit jener Lust am gut platzierten Effekt, den nur die Typenklamotte gestattet. Wenn sie intelligent daherkommt. Und das tut sie bei Kreuzpaintner, der aus der ein wenig überladenen Story mit ihren vielen Schauplätzen und handelnden Personen eine bittersüße Romanze destilliert hat, die garantiert happy endet: mit üppigen drei Hochzeiten auf einmal.“

## Erfolg
Coming In feierte am 22. Oktober 2014 im Cinemaxx-Kino am Potsdamer Platz in Berlin Uraufführung. Zu den Premierengästen gehörten unter anderem Clemens Schick, Peter Plate, Barbara Meier, Vladimir Burlakov, Chris Schummert, Tom Beck, Sanny van Heteren, Michael Baral, Nova Meierhenrich, Anika Decker, Patrice Bouédibéla und Janin Reinhardt. Die Freigabe zur öffentlichen Vorführung der Produktion erfolgte schließlich am 23. Oktober durch Warner Bros. Pictures Germany. Nach Ende des ersten Vorführwochenendes konnte die Produktion rund 55.000 Zuschauer in 350 Kinos erreichen. Coming In stieg damit auf Platz 11 der deutschen Kinocharts ein. Mit insgesamt 146.435 Besuchern bis Jahresende konnte sich die Komödie auf Platz 42 der meistgesehenen deutschen Kinoproduktionen des Jahres 2014 platzieren. Auf der FilmOut San Diego, einem Filmfestival für LGBT-Beiträge, gewann Coming In im Jahr 2016 den Zuschauerpreis in der Kategorie „Bester Internationaler Film“.